# Elvis Merzļikins
Elvis Merzļikins (Riga, Letonia, 13 de abril de 1994) es un jugador profesional letón de hockey sobre hielo que se desempeña en la posición de guardameta en Columbus Blue Jackets, equipo de la National Hockey League (NHL).

## Carrera
Fue seleccionado en la tercera ronda en la NHL Entry Draft de 2014. En 2019 hizo su debut profesional con el equipo Columbus Blue Jackets, donde lleva jugando cinco temporadas.